# Lier (Bélgica)
Lier é uma cidade e um município da Bélgica localizado no distrito de Mechelen, província de Antuérpia, região da Flandres. A municipalidade compreende a própria cidade de Lier e a vila de Koningshooikt.
O Santo padroeiro de Lier é St. Gummarus.

## Atrações turísticas

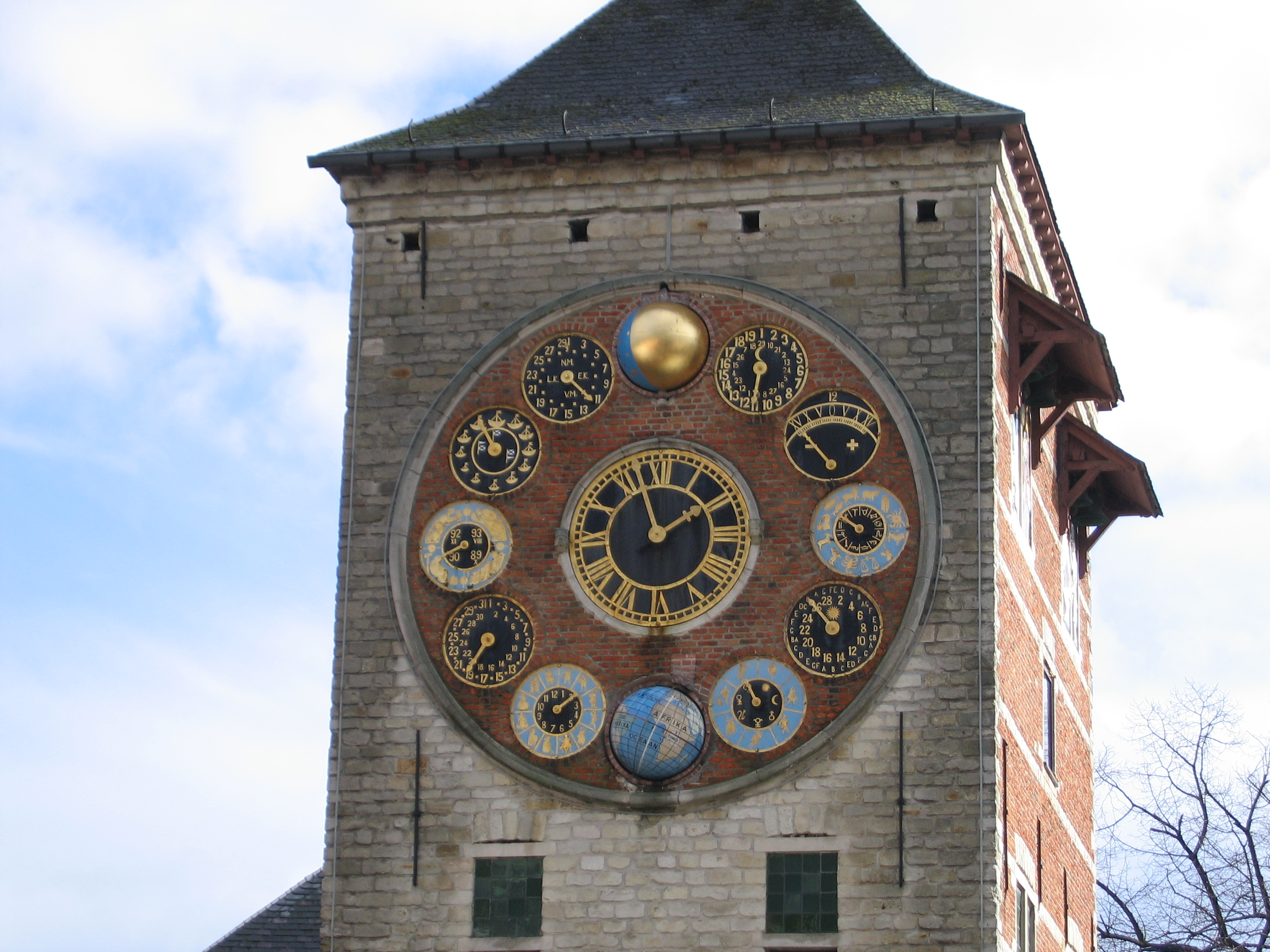
Torre do Relógio de Lierre

- Igreja de St. Gummarus, arquitetura gótica, século XIV.[1]
- Torre Zimmer.[1]
- Prefeitura, arquitetura rococó, século XVIII.[1]
- Beguinage e Igreja de St. Margarite, século XVII.[1]
- Museu Timmermans-Opsomerhuis.[1]

## História

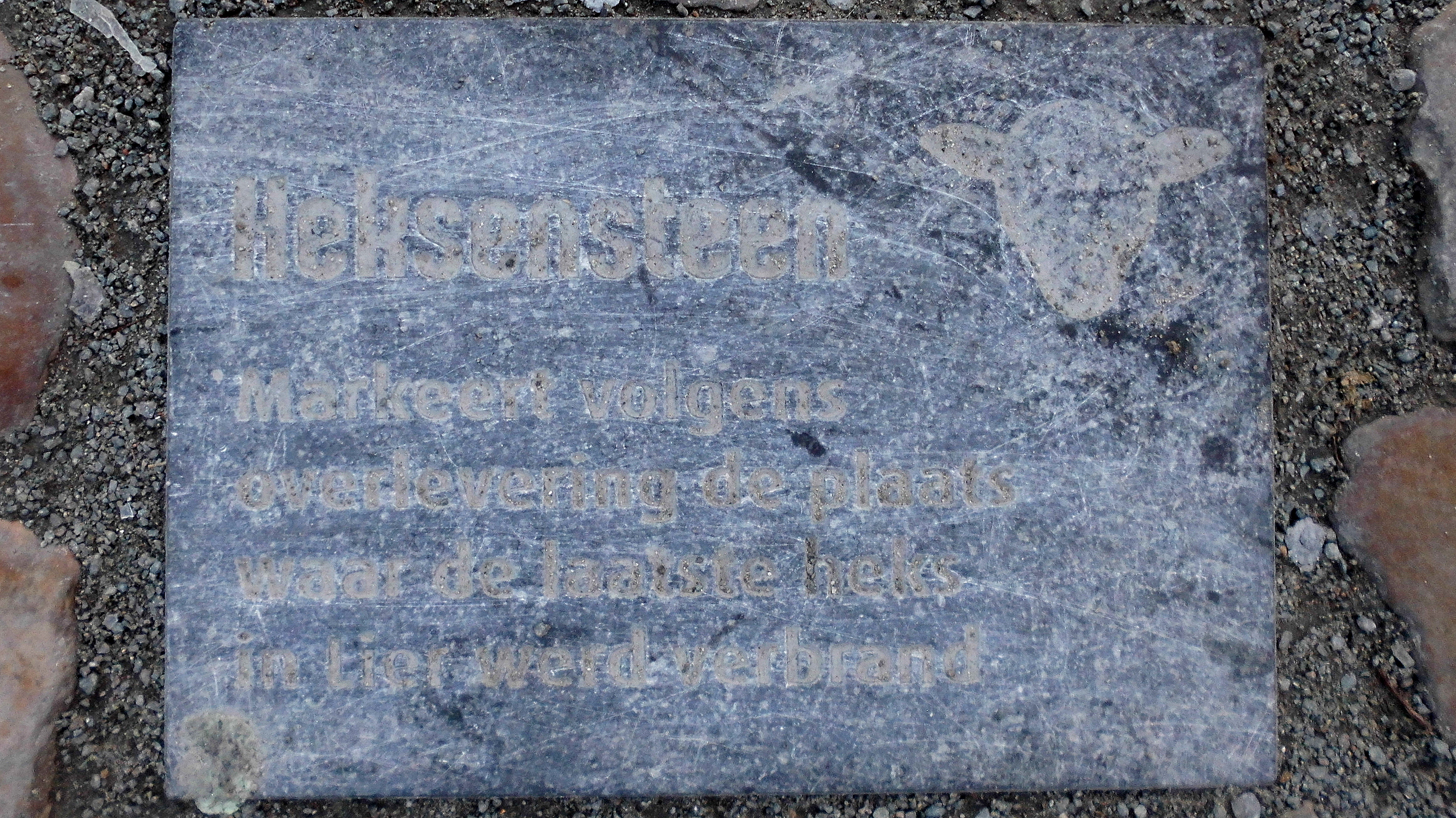
Pedra da bruxa

Cathelyne van den Blucke, uma mulher de 40 anos natural de Lier foi acusada de bruxaria por duas mulheres, que se viram obrigadas a escolher entre denunciar alguém ou elas mesmas serem executadas. Depois de ser torturada, van den Blucke cedeu e admitiu ser uma bruxa e ter feito sexo com o diabo. Em 1590 foi estrangulada e depois queimada na fogueira, assim como a sua mãe, igualmente acusada de bruxaria.
Ainda hoje, nesta cidade da região da Flandres, há uma pedra, chamada “a pedra da bruxa”, que marca o local onde van den Blucke e muitas outras mulheres foram executadas, escreve o site Visit Lier.
Em 2021, quatro séculos depois, a cidade de Lier pediu desculpa pela morte de várias mulheres durante a caça às bruxas.